# 조셉 W. 마틴 주니어

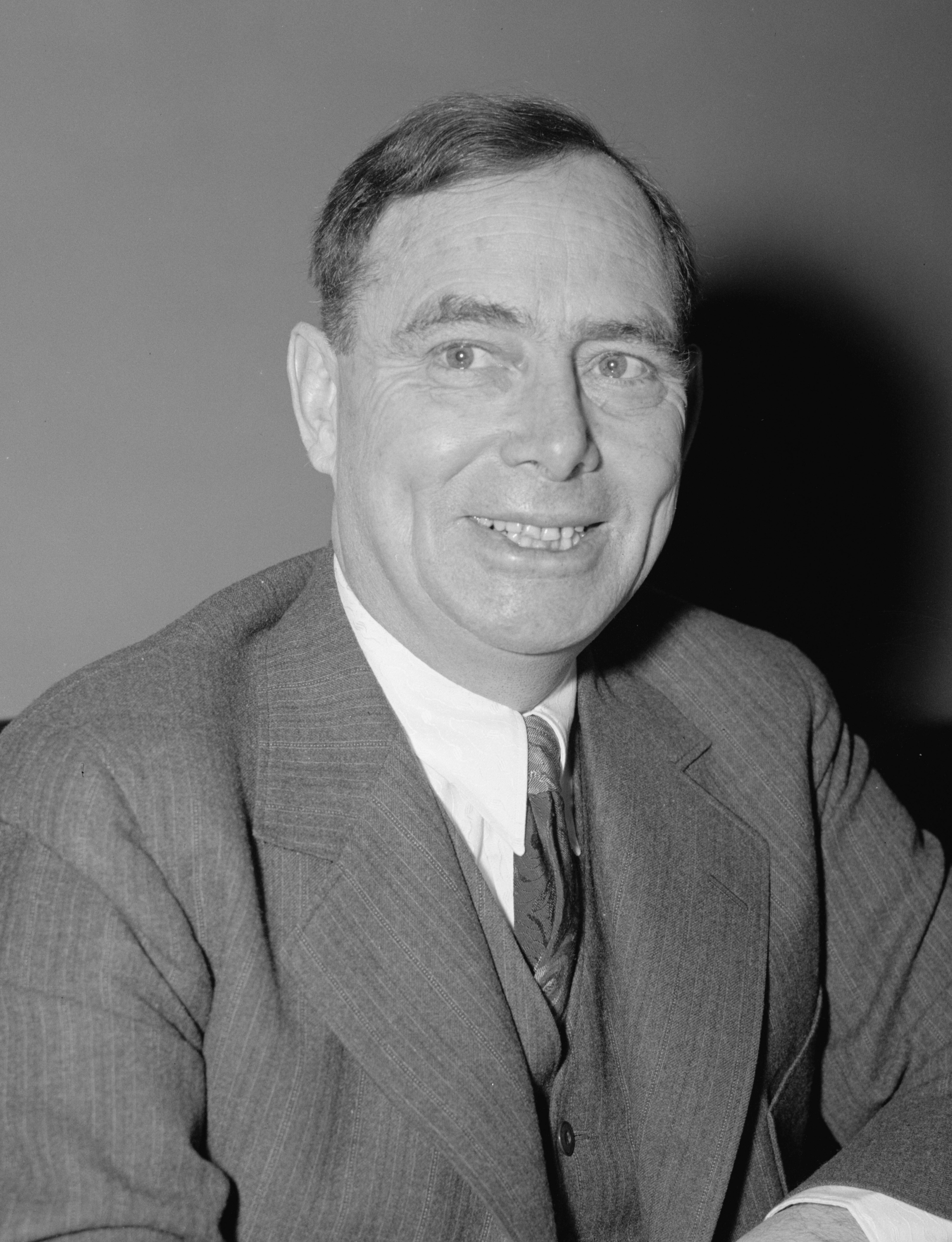

조셉 W. 마틴 주니어(본명: 조셉 윌리엄 마틴 주니어, Joseph William Martin Jr., 1884년 11월 3일 ~ 1968년 3월 6일)는 미국의 공화당 (미국) 정치인으로 1947년부터 1949년까지, 1953년부터 1955년까지 미국 하원의 제44대 의장을 역임했다. 그의 고향은 1925년부터 1967년까지 매사추세츠 주 노스 애틀버러였으며, 1939년부터 1959년까지 하원 공화당의 지도자였으며, 1958년 선거에서 공화당이 참패한 후 지도부에서 쫓겨났다. 그는 1931년부터 1995년까지 64년 동안 의장직을 맡은 유일한 공화당원이었다. 그는 뉴딜 정책에 반대하고 공화당과 남부 민주당의 보수 연합을 지지한 "자비로운 보수주의자"였다.